# Đội tuyển bóng đá quốc gia Zambia
Đội tuyển bóng đá quốc gia Zambia (tiếng Anh: Zambia national football team) là đội tuyển cấp quốc gia của Zambia do Hiệp hội bóng đá Zambia quản lý.
Thành tích tốt nhất của đội cho đến nay là chức vô địch Cúp bóng đá châu Phi 2012 cùng với tấm huy chương bạc của đại hội Thể thao toàn Phi 1999.

## Danh hiệu

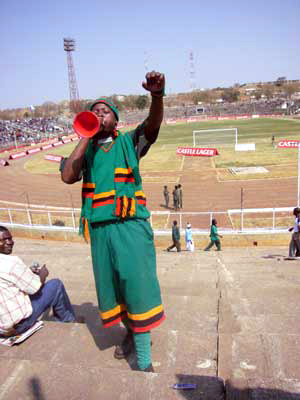
Một cổ động viên Zambia tại sân vận động Độc lập ở Lusaka

- Vô địch Cúp COSAFA: 4

Vô địch: 1997; 1998; 2006; 2013
Á quân: 2004; 2005; 2007; 2009
Hạng ba: 2003; 2008
- Vô địch Cúp CECAFA: 2

Vô địch: 1984; 1991
Á quân: 1976; 1977; 1978; 1988; 2006
Hạng ba: 1973; 1974; 1981; 1992; 2013
- Cúp bóng đá châu Phi: 1

Vô địch: 2012
Á quân: 1974; 1994
Hạng ba: 1982; 1990; 1996

## Thành tích quốc tế
Là thuộc địa của Anh với tên gọi Bắc Rhodesia, Zambia không tham dự World Cup cũng như Cúp bóng đá châu Phi cho đến khi độc lập vào năm 1964.

### Giải vô địch bóng đá thế giới
| Năm           | Thành tích                         |
| ------------- | ---------------------------------- |
| 1930 đến 1966 | Không tham dự là thuộc địa của Anh |
| 1970 đến 2022 | Không vượt qua vòng loại           |
| 2026          | Chưa xác định                      |
| Tổng cộng     | 0/22                               |

### Cúp bóng đá châu Phi
Zambia đã có 1 lần giành chức vô địch châu Phi và 2 lần về đích ở vị trí á quân.
| Cúp bóng đá châu Phi | Cúp bóng đá châu Phi                | Cúp bóng đá châu Phi                | Cúp bóng đá châu Phi                | Cúp bóng đá châu Phi                | Cúp bóng đá châu Phi                | Cúp bóng đá châu Phi                | Cúp bóng đá châu Phi                | Cúp bóng đá châu Phi                | Cúp bóng đá châu Phi |
| Vòng chung kết: 18   | Vòng chung kết: 18                  | Vòng chung kết: 18                  | Vòng chung kết: 18                  | Vòng chung kết: 18                  | Vòng chung kết: 18                  | Vòng chung kết: 18                  | Vòng chung kết: 18                  | Vòng chung kết: 18                  | Vòng chung kết: 18   |
| Năm                  | Thành tích                          | Thứ hạng1                           | Số trận                             | Thắng                               | Hòa2                                | Thua                                | Bàn thắng                           | Bàn thua                            |                      |
| -------------------- | ----------------------------------- | ----------------------------------- | ----------------------------------- | ----------------------------------- | ----------------------------------- | ----------------------------------- | ----------------------------------- | ----------------------------------- | -------------------- |
| 1957 đến 1968        | Không tham dự, là thuộc địa của Anh | Không tham dự, là thuộc địa của Anh | Không tham dự, là thuộc địa của Anh | Không tham dự, là thuộc địa của Anh | Không tham dự, là thuộc địa của Anh | Không tham dự, là thuộc địa của Anh | Không tham dự, là thuộc địa của Anh | Không tham dự, là thuộc địa của Anh |                      |
| 1970 đến 1972        | Vòng loại                           | Vòng loại                           | Vòng loại                           | Vòng loại                           | Vòng loại                           | Vòng loại                           | Vòng loại                           | Vòng loại                           |                      |
| 1974                 | Á quân                              | 2 / 8                               | 6                                   | 4                                   | 0                                   | 2                                   | 9                                   | 6                                   |                      |
| 1976                 | Vòng loại                           | Vòng loại                           | Vòng loại                           | Vòng loại                           | Vòng loại                           | Vòng loại                           | Vòng loại                           | Vòng loại                           |                      |
| 1978                 | Vòng 1                              | 5 / 8                               | 3                                   | 1                                   | 1                                   | 1                                   | 3                                   | 2                                   |                      |
| 1980                 | Vòng loại                           | Vòng loại                           | Vòng loại                           | Vòng loại                           | Vòng loại                           | Vòng loại                           | Vòng loại                           | Vòng loại                           |                      |
| 1982                 | Hạng ba                             | 3 / 8                               | 5                                   | 3                                   | 0                                   | 2                                   | 7                                   | 3                                   |                      |
| 1984                 | Vòng loại                           | Vòng loại                           | Vòng loại                           | Vòng loại                           | Vòng loại                           | Vòng loại                           | Vòng loại                           | Vòng loại                           |                      |
| 1986                 | Vòng 1                              | 7 / 8                               | 3                                   | 0                                   | 1                                   | 2                                   | 2                                   | 4                                   |                      |
| 1988                 | Vòng loại                           | Vòng loại                           | Vòng loại                           | Vòng loại                           | Vòng loại                           | Vòng loại                           | Vòng loại                           | Vòng loại                           |                      |
| 1990                 | Hạng ba                             | 3 / 8                               | 5                                   | 3                                   | 1                                   | 1                                   | 4                                   | 3                                   |                      |
| 1992                 | Tứ kết                              | 8 / 12                              | 3                                   | 1                                   | 0                                   | 2                                   | 1                                   | 2                                   |                      |
| 1994                 | Á quân                              | 2 / 12                              | 5                                   | 3                                   | 2                                   | 0                                   | 7                                   | 2                                   |                      |
| 1996                 | Hạng ba                             | 3 / 15                              | 6                                   | 4                                   | 2                                   | 0                                   | 17                                  | 4                                   |                      |
| 1998                 | Vòng 1                              | 10 / 16                             | 3                                   | 1                                   | 1                                   | 1                                   | 4                                   | 6                                   |                      |
| 2000                 | Vòng 1                              | 13 / 16                             | 3                                   | 0                                   | 2                                   | 1                                   | 3                                   | 5                                   |                      |
| 2002                 | Vòng 1                              | 14 / 16                             | 3                                   | 0                                   | 1                                   | 2                                   | 1                                   | 3                                   |                      |
| 2004                 | Vòng loại                           | Vòng loại                           | Vòng loại                           | Vòng loại                           | Vòng loại                           | Vòng loại                           | Vòng loại                           | Vòng loại                           |                      |
| 2006                 | Vòng 1                              | 11 / 16                             | 3                                   | 1                                   | 0                                   | 2                                   | 3                                   | 6                                   |                      |
| 2008                 | Vòng 1                              | 10 / 16                             | 3                                   | 1                                   | 1                                   | 1                                   | 5                                   | 6                                   |                      |
| 2010                 | Tứ kết                              | 6 / 15                              | 4                                   | 1                                   | 2                                   | 5                                   | 5                                   | 0                                   |                      |
| 2012                 | Vô địch                             | 1 / 16                              | 6                                   | 4                                   | 2                                   | 0                                   | 9                                   | 3                                   |                      |
| 2013                 | Vòng 1                              | 12 / 16                             | 3                                   | 0                                   | 3                                   | 0                                   | 2                                   | 2                                   |                      |
| 2015                 | Vòng 1                              | 14 / 16                             | 3                                   | 0                                   | 2                                   | 1                                   | 2                                   | 3                                   |                      |
| 2017 đến 2021        | Vòng loại                           | Vòng loại                           | Vòng loại                           | Vòng loại                           | Vòng loại                           | Vòng loại                           | Vòng loại                           | Vòng loại                           |                      |
| 2023                 | Vòng 1                              | 19 / 24                             | 3                                   | 0                                   | 2                                   | 1                                   | 2                                   | 3                                   |                      |
| 2025                 | Vượt qua vòng loại                  | Vượt qua vòng loại                  | Vượt qua vòng loại                  | Vượt qua vòng loại                  | Vượt qua vòng loại                  | Vượt qua vòng loại                  | Vượt qua vòng loại                  | Vượt qua vòng loại                  |                      |
| 2027                 | Chưa xác định                       | Chưa xác định                       | Chưa xác định                       | Chưa xác định                       | Chưa xác định                       | Chưa xác định                       | Chưa xác định                       | Chưa xác định                       |                      |
| Tổng cộng            | 1 lần vô địch                       | 1 lần vô địch                       | 70                                  | 26                                  | 22                                  | 22                                  | 83                                  | 72                                  |                      |

- ^1 Thứ hạng ngoài bốn hạng đầu (không chính thức) dựa trên so sánh thành tích giữa những đội tuyển vào cùng vòng đấu
- ^2 Tính cả những trận hoà ở vòng đấu loại trực tiếp phải giải quyết bằng sút luân lưu
- ^3 Do đặc thù châu Phi, có những lúc tình hình chính trị hoặc kinh tế quốc gia bất ổn nên các đội bóng bỏ cuộc. Những trường hợp không ghi chú thêm là bỏ cuộc ở vòng loại

### Thế vận hội Mùa hè
Zambia từng hai lần tham dự Thế vận hội Mùa hè, trong đó thành tích tốt nhất là vào đến tứ kết.
- (Nội dung thi đấu dành cho cấp đội tuyển quốc gia cho đến kỳ Đại hội năm 1988)

| Thế vận hội Mùa hè | Thế vận hội Mùa hè                 | Thế vận hội Mùa hè                 | Thế vận hội Mùa hè                 | Thế vận hội Mùa hè                 | Thế vận hội Mùa hè                 | Thế vận hội Mùa hè                 | Thế vận hội Mùa hè                 | Thế vận hội Mùa hè                 |
| Vòng chung kết: 2  | Vòng chung kết: 2                  | Vòng chung kết: 2                  | Vòng chung kết: 2                  | Vòng chung kết: 2                  | Vòng chung kết: 2                  | Vòng chung kết: 2                  | Vòng chung kết: 2                  | Vòng chung kết: 2                  |
| Năm                | Vòng                               | Hạng                               | Pld                                | W                                  | D                                  | L                                  | GF                                 | GA                                 |
| ------------------ | ---------------------------------- | ---------------------------------- | ---------------------------------- | ---------------------------------- | ---------------------------------- | ---------------------------------- | ---------------------------------- | ---------------------------------- |
| 1900 đến 1968      | Không tham dự là thuộc địa của Anh | Không tham dự là thuộc địa của Anh | Không tham dự là thuộc địa của Anh | Không tham dự là thuộc địa của Anh | Không tham dự là thuộc địa của Anh | Không tham dự là thuộc địa của Anh | Không tham dự là thuộc địa của Anh | Không tham dự là thuộc địa của Anh |
| 1972 đến 1976      | Không vượt qua vòng loại           | Không vượt qua vòng loại           | Không vượt qua vòng loại           | Không vượt qua vòng loại           | Không vượt qua vòng loại           | Không vượt qua vòng loại           | Không vượt qua vòng loại           | Không vượt qua vòng loại           |
| 1980               | Vòng bảng                          | 15th                               | 3                                  | 0                                  | 0                                  | 3                                  | 2                                  | 6                                  |
| 1964 đến 1984      | Không vượt qua vòng loại           | Không vượt qua vòng loại           | Không vượt qua vòng loại           | Không vượt qua vòng loại           | Không vượt qua vòng loại           | Không vượt qua vòng loại           | Không vượt qua vòng loại           | Không vượt qua vòng loại           |
| 1988               | Tứ kết                             | 13th                               | 4                                  | 2                                  | 1                                  | 1                                  | 10                                 | 6                                  |
| Tổng cộng          | 1 lần tứ kết                       | 2/19                               | 7                                  | 2                                  | 1                                  | 4                                  | 12                                 | 12                                 |

## Đội hình
23 cầu thủ dưới đây được triệu tập tham dự CAN 2023.

Số liệu thống kê tính đến ngày 9 tháng 1 năm 2024 sau trận gặp Cameroon.

| Số | VT | Cầu thủ                      | Ngày sinh (tuổi)  | Trận | Bàn | Câu lạc bộ           |
| -- | -- | ---------------------------- | ----------------- | ---- | --- | -------------------- |
|    | TM | Toaster Nsabata              | 24 tháng 11, 1993 | 37   | 0   | Sekhukhune United    |
|    | TM | Lawrence Mulenga             | 21 tháng 8, 1998  | 11   | 0   | Power Dynamos        |
|    | TM | Francis Mwansa               | 14 tháng 7, 2002  | 5    | 0   | Green Buffaloes      |
|    |    |                              |                   |      |     |                      |
|    | HV | Stoppila Sunzu               | 22 tháng 6, 1989  | 85   | 5   | Jinan Xingzhou       |
|    | HV | Benedict Chepeshi            | 10 tháng 6, 1996  | 45   | 0   | Red Arrows           |
|    | HV | Rodrick Kabwe                | 30 tháng 11, 1992 | 45   | 0   | Sekhukhune United    |
|    | HV | Dominic Chanda               | 26 tháng 2, 1996  | 29   | 1   | Kabwe Warriors       |
|    | HV | Tandi Mwape                  | 20 tháng 7, 1996  | 25   | 1   | Mazembe              |
|    | HV | Frankie Musonda              | 12 tháng 12, 1997 | 10   | 1   | Ayr United           |
|    | HV | Miguel Chaiwa                | 7 tháng 6, 2004   | 3    | 0   | Young Boys           |
|    | HV | Zephaniah Phiri              | 19 tháng 11, 1996 | 2    | 0   | Prison Leopards      |
|    | HV | Gift Mphande                 | 19 tháng 11, 2003 | 1    | 0   | Hapoel Rishon LeZion |
|    |    |                              |                   |      |     |                      |
|    | TV | Lubambo Musonda (đội trưởng) | 1 tháng 3, 1995   | 47   | 2   | Horsens              |
|    | TV | Kelvin Kampamba              | 24 tháng 11, 1996 | 45   | 6   | ZESCO United         |
|    | TV | Benson Sakala                | 12 tháng 9, 1996  | 37   | 0   | Mladá Boleslav       |
|    | TV | Clatous Chama                | 18 tháng 6, 1991  | 34   | 5   | Simba                |
|    | TV | Kelvin Kapumbu               | 6 tháng 4, 1996   | 30   | 0   | ZESCO United         |
|    | TV | Kings Kangwa                 | 6 tháng 4, 1999   | 26   | 5   | Red Star Belgrade    |
|    | TV | Emmanuel Banda               | 29 tháng 9, 1997  | 25   | 0   | Rijeka               |
|    | TV | Larry Bwalya                 | 29 tháng 5, 1995  | 16   | 1   | AmaZulu              |
|    | TV | Edward Chilufya              | 17 tháng 9, 1999  | 12   | 0   | Midtjylland          |
|    | TV | Golden Mafwenta              | 15 tháng 1, 2001  | 7    | 0   | MFK Vyškov           |
|    | TV | Frederick Mulambia           | 10 tháng 7, 2002  | 6    | 2   | Power Dynamos        |
|    |    |                              |                   |      |     |                      |
|    | TĐ | Patson Daka                  | 9 tháng 10, 1998  | 40   | 18  | Leicester City       |
|    | TĐ | Fashion Sakala               | 14 tháng 3, 1997  | 28   | 9   | Al-Fayha             |
|    | TĐ | Lameck Banda                 | 29 tháng 1, 2001  | 11   | 3   | Lecce                |
|    | TĐ | Kennedy Musonda              | 28 tháng 12, 1994 | 2    | 0   | Young Africans       |

### Triệu tập gần đây
| Vt | Cầu thủ            | Ngày sinh (tuổi)  | Số trận | Bt | Câu lạc bộ         | Lần cuối triệu tập             |
| -- | ------------------ | ----------------- | ------- | -- | ------------------ | ------------------------------ |
| TM | Harold Bwalya      | 16 tháng 1, 1998  | 2       | 0  | Trident            | 2023 COSAFA Cup                |
| TM | Stephen Ngulube    | 22 tháng 2, 1994  | 0       | 0  | Nchanga Rangers    | 2023 COSAFA Cup                |
| TM | Allan Chibwe       | 22 tháng 3, 1991  | 16      | 0  | Forest Rangers     | v. Kuwait; 12 June 2023        |
| TM | Jeban Tembo        | 31 tháng 1, 2003  | 0       | 0  | Kafue Celtic       | v. Kuwait; 12 June 2023        |
|    |                    |                   |         |    |                    |                                |
| HV | Luka Banda         | 6 tháng 4, 1995   | 14      | 0  | Napsa Stars        | 2023 Africa Cup of Nations PRE |
| HV | Teddy Khumalo      | 12 tháng 2, 2004  | 0       | 0  | Free agent         | 2023 Africa Cup of Nations PRE |
| HV | Aaron Katebe       | 24 tháng 1, 1992  | 14      | 1  | Power Dynamos      | 2023 COSAFA Cup                |
| HV | Evan Chibuye       | 19 tháng 7, 2002  | 5       | 0  | ZESCO United       | 2023 COSAFA Cup                |
| HV | Irving Chisenga    | 1 tháng 1, 2000   | 5       | 0  | Nchanga Rangers    | 2023 COSAFA Cup                |
| HV | Rodolph Mwanza     | 1 tháng 1, 1999   | 5       | 1  | Kabwe Warriors     | 2023 COSAFA Cup                |
| HV | Brian Mulwanda     | 19 tháng 9, 1996  | 4       | 0  | ZESCO United       | 2023 COSAFA Cup                |
| HV | Daniel Hachipola   | 12 tháng 12, 1996 | 1       | 0  | Nkwazi             | 2023 COSAFA Cup                |
| HV | Emmanuel Mukuni    | 29 tháng 1, 2001  | 0       | 0  | Atletico Lusaka    | 2023 COSAFA Cup                |
| HV | Aimé Mabika        | 16 tháng 8, 1998  | 1       | 0  | Toronto FC         | v. Bờ Biển Ngà; 17 June 2023   |
| HV | Kondwani Chiboni   | 14 tháng 9, 1996  | 6       | 0  | Nkana              | v. Kuwait; 12 June 2023        |
| HV | Kebson Kamanga     | 16 tháng 6, 1997  | 6       | 0  | Red Arrows         | v. Kuwait; 12 June 2023        |
| HV | Gideon Sichone     | 27 tháng 2, 1990  | 2       | 0  | Green Buffaloes    | v. Kuwait; 12 June 2023        |
| HV | Bwembya Kakunga    | 28 tháng 11, 1998 | 0       | 0  | Malifura Wanderers | v. Kuwait; 12 June 2023        |
| HV | Owen Mwamba        | 28 tháng 11, 1999 | 0       | 0  | Malifura Wanderers | v. Kuwait; 12 June 2023        |
| HV | Isaac Zulu         | 10 tháng 9, 1998  | 0       | 0  | Green Eagles       | v. Kuwait; 12 June 2023        |
|    |                    |                   |         |    |                    |                                |
| TV | Jackson Chirwa     | 11 tháng 6, 1995  | 30      | 1  | Green Buffaloes    | 2023 Africa Cup of Nations PRE |
| TV | Joshua Mutale      | 24 tháng 1, 2002  | 10      | 0  | Power Dynamos      | 2023 Africa Cup of Nations PRE |
| TV | Foster Musonda     | 10 tháng 7, 2002  | 6       | 2  | Power Dynamos      | 2023 COSAFA Cup                |
| TV | Moses Liswaniso    | 3 tháng 3, 1998   | 5       | 0  | Zanaco             | 2023 COSAFA Cup                |
| TV | Gerald Muyunda     | 20 tháng 6, 2000  | 5       | 1  | Forest Rangers     | 2023 COSAFA Cup                |
| TV | Christopher Mubita | 28 tháng 11, 2000 | 3       | 0  | Green Buffaloes    | 2023 COSAFA Cup                |
| TV | Theophilus Mukwita | 20 tháng 6, 2000  | 2       | 0  | Nkana              | 2023 COSAFA Cup                |
| TV | Lameck Chileshe    | 19 tháng 10, 1999 | 1       | 0  | Mufulira Wanderers | 2023 COSAFA Cup                |
| TV | Godfrey Ngosa      | 3 tháng 3, 2000   | 0       | 0  | ZESCO United       | 2023 COSAFA Cup                |
| TV | Stuart Siamwiza    | 28 tháng 11, 1998 | 0       | 0  | Prison Leopards    | 2023 COSAFA Cup                |
| TV | Prince Mumba       | 24 tháng 3, 2001  | 9       | 1  | Kabwe Warriors     | v. Kuwait; 12 June 2023        |
| TV | Linos Makwaza Jr.  | 8 tháng 1, 2001   | 0       | 0  | Power Dynamos      | v. Kuwait; 12 June 2023        |
| TV | Saddam Phiri       | 9 tháng 9, 1992   | 0       | 0  | Red Arrows         | v. Kuwait; 12 June 2023        |
|    |                    |                   |         |    |                    |                                |
| TĐ | Lazarous Kambole   | 20 tháng 1, 1994  | 17      | 7  | ZESCO United       | 2023 Africa Cup of Nations PRE |
| TĐ | Gamphani Lungu     | 19 tháng 8, 1998  | 15      | 0  | SuperSport United  | 2023 Africa Cup of Nations PRE |
| TĐ | Albert Kangwanda   | 7 tháng 4, 1999   | 12      | 5  | Kafue Celtic       | 2023 Africa Cup of Nations PRE |
| TĐ | Francisco Mwepu    | 29 tháng 2, 2000  | 3       | 0  | Cádiz              | 2023 Africa Cup of Nations PRE |
| TĐ | Roderick Munalula  | 29 tháng 1, 2001  | 6       | 2  | Green Buffaloes    | 2023 COSAFA Cup                |
| TĐ | Ronald Mizinga     | 24 tháng 3, 2007  | 4       | 0  | MUZA               | 2023 COSAFA Cup                |
| TĐ | Kingsley Chibwe    | 8 tháng 5, 2000   | 2       | 0  | Green Buffaloes    | 2023 COSAFA Cup                |
| TĐ | Henry Mwewa        | 5 tháng 1, 2003   | 0       | 0  | Atletico Lusaka    | 2023 COSAFA Cup                |
| TĐ | Matthew Kamwi      | 25 tháng 12, 2006 | 0       | 0  | Kafue Celtic       | 2023 COSAFA Cup                |
| TĐ | Amity Shamende     | 4 tháng 8, 1993   | 15      | 2  | Green Eagles       | v. Kuwait; 12 June 2023        |
| TĐ | James George Ngoma | 3 tháng 9, 2000   | 1       | 0  | Green Buffaloes    | v. Kuwait; 12 June 2023        |
| TĐ | Cephas Mulombwa    | 28 tháng 11, 2001 | 0       | 0  | Forest Rangers     | v. Kuwait; 12 June 2023        |
| TĐ | Joseph Phiri       | 1 tháng 8, 1988   | 0       | 0  | Red Arrows         | v. Lesotho; 26 March 2023      |

## Thảm hoạ rơi máy bay ở Gabon năm 1993
Ngày 27 tháng 4 năm 1993, chiếc máy bay Buffalo DHC-5D của Không quân Zambia, chở toàn bộ đội bóng tới Sénégal tham dự trận đấu loại World Cup 1994 đã rơi ở gần thủ đô Libreville của Gabon, làm toàn bộ phi hành đoàn và hành khách gồm 30 người thiệt mạng. Trong số đó có 18 cầu thủ và 4 thành viên ban huấn luyện.